# Scheuchers wollegras
Scheuchers wollegras (Eriophorum scheuchzeri) is een in de Alpen en Noord-Europa voorkomend wollegras, dat zich thuis voelt op vochtige bodem. Wollegras draagt in de tijd van ontwikkeling van de vrucht een witte pluk, die doet denken aan de zijdeachtige toef van katoen.